# (73336) 2002 JA111
(73336) 2002 JA111 – planetoida z pasa głównego asteroid okrążająca Słońce w ciągu 5,65 lat w średniej odległości 3,17 j.a. Odkryta 11 maja 2002 roku.